# Louis Hofmann
Louis Hofmann, född 3 juni 1997 i Mönchengladbach, är en tysk skådespelare. Hofmann belönades med Bodilpriset för sin roll Sebastian Schumann i filmen Under sanden.

## Filmer i urval
- Tom Sawyer (2011)
- The Adventures of Huck Finn (2012)
- The Nearly Perfect Man (2013)
- Sanctuary (2013)
- Under sanden (2015)
- Center of My World (2016)
- Ensam i Berlin (2016)
- Dark (2017)
- The White Crow (2018)
- Prélude (2019)